# Mistr norimberských apoštolů
Mistr norimberských apoštolů je označení pro středověkého norimberského sochaře, který vytvořil sérii gotických hliněných postav apoštolů. Šest z těchto soch se dochovalo v kostele sv. Kříže v obci Újezd sv. Kříže. Stylisticky patří k vrcholnému období krásného slohu a představují jedny z mála dochovaných příkladů gotických soch modelovaných z hlíny původem z německy mluvícího prostředí. Sochy se z francké oblasti šířily od konce 14. do poloviny 15. století a úzce souvisely s vývojem sochařství v Čechách.

## Technologie a popis

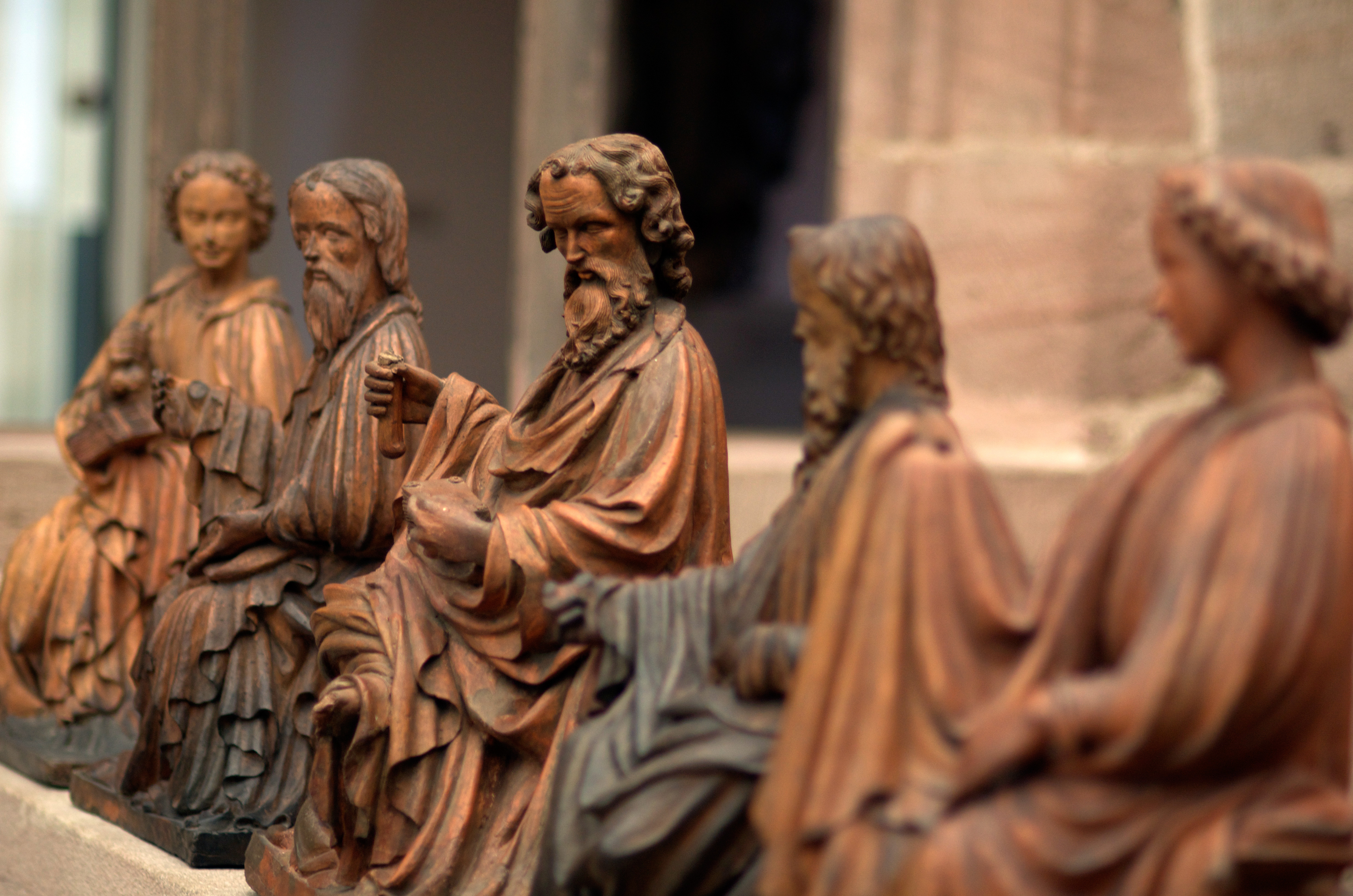
Trůnící apoštolové, Germanisches Nationalmuseum Norimberk

Sochy se dochovaly jako pozůstatek původního souboru zhruba tuctu apoštolů. Podrobným průzkumem bylo zjištěno, že se nejedná o odlitky z formy, ale uvnitř duté sochy byly modelovány řemeslným způsobem podle předloh. Jde o výjimečný příklad díla sochaře, který nepatřil mezi řezbáře nebo kameníky. Tělo sochy se stavělo individuálně po vrstvách odspodu nahoru. V některých byly nalezeny zbytky dřevěné nebo železné výztuhy a stopy rukou, které před vypálením zevnitř odstranily přebytečnou vrstvu hlíny, aby sochy při vypálení nepopraskaly. Ruce byly modelovány zvlášť a připojeny až po vypálení. Z tohoto důvodu se většinou nezachovaly.
Apoštolové stojí, klečí nebo sedí na sedadlech bez opěradel, jejichž boky a zadní strana jsou jemně zdobeny kružbami vytlačenými pomocí formy. Žádná úplná série všech dvanácti apoštolů s postavou Krista Spasitele, příp. Jana Křtitele se nezachovala.

### Dochovaná díla z terakoty
- šest Apoštolů z Újezda sv. Kříže (kolem 1400), Diecézní muzeum církevního umění v Plzni
- šest Trůnících Apoštolů (kolem 1420), Germanisches Nationalmuseum Norimberk[4]
- tři Apoštolové, Jakobskirche v Norimberku

#### Příbuzná díla
- Tondoerffer Epitaph (Kristus nesoucí kříž, 1425), St. Lawrence, Norimberk[5]